# Echt antik?!
echt antik?! war eine Fernsehsendereihe über Antiquitäten, die von 2006 bis 2008 vom SWR Fernsehen in Baden-Baden produziert wurde. Moderiert wurde die Sendung von Anja Höfer.

## Konzept
Das Konzept der Sendung bestand darin, dass die Besucher ihre zu den Veranstaltungen mitgebrachten antiquarischen Gegenstände von Kunstsachverständigen aus verschiedensten Fachgebieten (Möbel, Porzellan, Schmuck, Gemälde) begutachten und kostenlos schätzen lassen konnten. Die Besitzer und die Fernsehzuschauer erfuhren Einzelheiten und den Marktwert der Antiquitäten.
Das Wichtigste an echt antik?! war die Beschreibung und Einschätzung von außergewöhnlichen Antiquitäten. Dabei kam es nicht auf den Wert an, sondern auf die Besonderheit, den regionalen Bezug und die Geschichte, die dahinter steckte.
Vergleichbare Sendungen sind unter anderen Antiques Roadshow der BBC (seit 1979), Kunst + Krempel des BR (seit 1985), Lieb & Teuer des NDR (seit 2001) und Bares für Rares (seit 2013), wobei bei Bares für Rares jedoch der zu erzielende Preis wichtiger ist als die kunsthistorische Beratung und Einordnung. Der ehemalige Chefexperte von echt antik?! Albert Maier ist auch Experte bei Bares für Rares.

## Ablauf einer Veranstaltung
An verschiedenen historischen Orten im gesamten SWR Sendegebiet fanden die Schätzveranstaltungen statt. In einer Vorauswahl begutachtete und ordnete Chefexperte Albert Maier die mitgebrachten Stücke an der Rezeption kunsthistorisch ein und wies die Besucher dann den jeweiligen Fachexperten zu. Zusammen mit der Redaktion und mit der fachkundigen Hilfe Albert Maiers wurden diejenigen Stücke ausgesucht, die vor die Kamera kamen. Ausgewählte Stücke wurden dann von einem Kamerateam aufgezeichnet.

## Expertenteam
- Jörg Graf Adelmann von Adelmannsfelden
  - Fachgebiete: Silber des 17. und 18. Jahrhunderts, Zinn, frühes Porzellan, Volkskunst
  - führt das Auktionshaus Schloss Hohenstadt in Abtsgmünd
- Silke Berlinghof-Nielsen
  - Fachgebiete: Gemälde des 18. und 19. Jahrhunderts, Möbel, Porzellan
  - öffentlich bestellte und vereidigte Auktionatorin, Miteigentümerin des Auktionshauses Berlinghof in Heidelberg/Leimen
- Stephan Demmrich
  - Fachgebiete: Kunst und Kunstgewerbe des 20. Jahrhunderts, Design, Möbel, Silber, Glas
  - Chefredakteur für die Zeitschrift Wohn!Design
- Graham Dry
  - Fachgebiete: Kunst und Kunstgewerbe des 19. und 20. Jahrhunderts
- Robert Floetemeyer
  - öffentlich bestellter und vereidigter Kunstsachverständiger (IHK Stuttgart), Generalist, Gemälde
- Wolfgang Funk
  - Fachgebiete: Schmuck 18. bis 20. Jahrhundert, Uhren
  - Berater im Kunsthandel
- Carlo Karrenbauer
  - Generalist
  - Kunsthistoriker, Inhaber des Auktionshauses Karrenbauer in Konstanz am Bodensee
- Alexander Rauch
  - Generalist, Fachgebiete: Gemälde, Skulpturen, ehem. Stadtmuseum München und Universität München
  - Kunstgutachter und Kunsthistoriker
- Andrea Winter
  - Fachgebiete: Möbel, Gemälde
  - unabhängige Kunstsachverständige und öffentlich bestellt als Sachverständige von der IHK Braunschweig
- Chefexperte Albert Maier
  - Ist im Kunst- und Antiquitätenhandel tätig
  - Betreibt zwei Antiquitätengeschäfte in Ellwangen und in Aalen mit einem Restaurierungsbetrieb